# Гейблер, Милт
Милт Гейблер (англ. Milt Gabler) — американский музыкальный продюсер.
Один из ведущих музыкальных продюсеров 1940-х — 1950-х годов. Наиболее известен по работе на своём собственном лейбле Commodore Records.

## Биография
Отец Милта Гейблера был владельцем музыкального магазина Commodore Music Shop. С 1926 года Милт начал помогать отцу, и вместе они превратили его в один из самых известных магазинов грампластинок во всём Нью-Йорке.
На своём лейбле United Hot Clubs of America Милт Гейблер с 1935 года переиздавал записи с других лейблов. (Причём по тем временам о такой вещи как переиздания никто не слышал, и Милт, вероятно, был пионером в этой области. Он сам лично уговорил несколько лейблов давать ему записи в аренду.)
C 1938 году на своём лейбле Commodore он начал записывать новую музыку, делая особый упор на небольшие по числу участников джазовые коллективы. На лейбле издавались такие знаменитые исполнители, как Эдди Кондон с группой,  Билли Холидей (когда Columbia Records не захотела иметь дело с теперь знаменитой песней «Strange Fruit» ввиду поднятой в ней темы, Холидей записала её на Commodore Records), Коулмен Хокинс, Лестер Янг и Kansas City Six. Джелли Ролл Мортон и почти все самые знаменитые представители новоорлеанского джаза. С тех пор имя Милта Гейблера навечно ассоциируется с лейблом Commodore.
Также до конца 1960-х годов он был музыкальным продюсером на Decca Records. Там он работал как с джазовыми, так и с поп-исполнителями, среди которых были Луи Армстронг, Элла Фицджеральд, Луи Джордан.
Кроме того, в 1954 году именно он на Decca Records подписал контракт c рон-ролльщиком Биллом Хейли и его Кометами. Более того, работая тогда на лейбле Decca Records, он изменил его специализацию (фирменное звучание) с западного свинга на рок-н-ролл.

## Премии и признание
В 1993 году заслуги Милта Гейблера перед музыкальной индустрией были высоко отмечены — он был принят в Зал славы рок-н-ролла в категории «Неисполнители». (С 2008 года эта категория официально называется «Премией Ахмета Эртегюна за жизненные достижения» — в честь музыкального продюсера и бизнесмена, одного из основателей Зала славы рок-н-ролла.)